# Anadia escalerae
Anadia escalerae là một loài thằn lằn trong họ Gymnophthalmidae. Loài này được Myers, Rivas & Jadin mô tả khoa học đầu tiên năm 2009.